# Jan Komierowski
Jan Komierowski (ur. 24 stycznia 1798 w Drwalewie, zm. 16 grudnia 1882) – prawnik, ziemianin, urzędnik administracji państwowej, brał udział w powstaniu listopadowym (odznaczony Złotym Orderem Virtuti Militari 9 września 1831 r.). Wydał utwory poetyckie Andrzeja Morsztyna i przetłumaczył 10 dramatów Williama Szekspira, które ukazały się anonimowo w trzech tomach drukowanych w Warszawie w latach 1857–1860. Na początku XX wieku autorstwo tych przekładów przypisano mylnie Józefowi Komierowskiemu (1813–1861), poecie związanemu z paryską emigracją.